# نوجة دة (تبريز)
نوجة دة هي قرية في مقاطعة تبريز، إيران. عدد سكان هذه القرية هو 2,057 في سنة 2006.